# Osredek pri Podsredi
Osredek pri Podsredi je naselje u slovenskoj Općini Kozju. Osredek pri Podsredi se nalazi u pokrajini Štajerskoj i statističkoj regiji Savinjskoj. 

## Stanovništvo
Prema popisu stanovništva iz 2002. godine naselje je imalo 79 stanovnika.